# Hallo Spaceboy
«Hallo Spaceboy» — песня Дэвида Боуи из альбома 1.Outside, выпущенная как сингл в 1996 году. Боуи и Брайан Ино написали её совместно. В ней снова появляется образ Майора Тома, созданный в предыдущих песнях Боуи «Space Oddity» и «Ashes to Ashes».

## Описание
Коммерческая версия сингла включала не первоначальную альбомную версию, а ремикс Pet Shop Boys. В отличие от оригинала, сингловый ремикc ориентировался в большей степени на танцевальную музыку и включал дополнительный текст, спетый Нилом Теннантом. Во вступлении был использован семпл из первого трека 1.Outside — «Leon Take Us Outside». Поначалу Боуи высказался сдержанно по поводу дополнений, перекликавшихся с текстом песни «Space Oddity» и местами цитировавших его, но позже согласился, что в вокальном исполнении Теннанта они звучат убедительно.
Дэйв Болл (участник дуэтов Soft Cell и The Grid) и Инго Ваук сделали ремиксы на версию Pet Shop Boys: «Double Click mix» (дополненный инструментальной версией) и «Lost in Space mix».
«Hallo Spaceboy» был самым успешным синглом из альбома 1.Outside в Великобритании. Он оставался в чартах четыре недели и добрался до 12-го места.
Ремикс с 12-дюймового промодиска в 2004 году был выпущен на бонусном диске переиздания альбома Боуи, а также появился в сборнике ремиксов Pet Shop Boys Disco 4, изданный EMI в октябре 2007 года.

## Отзывы критиков
AllMusic назвал оригинал песни «сильным и неистовым», «настоящей жемчужиной» альбома, а также «самым успешным возвращением к теме городского кошмара со времён „Scary Monsters“», однако остался невысокого мнения о ремиксе.

## Список композиций
- Слова и музыка: Дэвид Боуи и Брайан Ино, если не указано иначе.

CD: BMG-Arista / 74321 35383 2 Европа
1. «Hallo Spaceboy (Pet Shop Boys remix)» — 4:25
2. «Under Pressure (live)» (Меркьюри/Дикон/Тейлор/Мэй/Боуи) — 4:07

- выпущен в картонном конверте

CD: RCA-BMG 74321 35384 2 Великобритания
1. «Hallo Spaceboy» (Pet Shop Boys remix) — 4:25
2. «Under Pressure» (live) (Меркьюри/Дикон/Тейлор/Мэй/Боуи) — 4:07
3. «Moonage Daydream» (live) (Боуи) — 5:25
4. «The Hearts Filthy Lesson» (Radio Edit) (Боуи/Ино/Gabrels/Kizilcay/Campbell) — 4:56

CD: BMG-Arista / 74321 35382 2 Европа
1. «Hallo Spaceboy» (Pet Shop Boys remix) — 4:25
2. «Under Pressure» (live) (Меркьюри/Дикон/Тейлор/Мэй/Боуи) — 4:07
3. «Moonage Daydream» (live) (Боуи) — 5:25
4. «The Hearts Filthy Lesson» (Bowie Mix) (Боуи/Ино/Gabrels/Kizilcay/Campbell) — 4:56

CD: BMG-Arista / BVCA-8820 Япония
1. «Hallo Spaceboy» (Pet Shop Boys remix) — 4:25
2. «Under Pressure» (live) (Меркьюри/Дикон/Тейлор/Мэй/Боуи) — 4:07
3. «Moonage Daydream» (live) (Bowie) — 5:25
4. «The Hearts Filthy Lesson» (Rubber Mix) (Боуи/Ино/Gabrels/Kizilcay/Campbell) — 4:56

Британское 7" издание
1. «Hallo Spaceboy (Pet Shop Boys remix)» — 4:25
2. «The Hearts Filthy Lesson (Radio edit)» (Боуи/Ино/Gabrels/Kizilcay/Campbell) — 3:33

12": BMG-Arista / SPACE 2 Европа
1. «Hallo Spaceboy» (12" remix) — 6:34

12": BMG / SPACE 3 Великобритания
1. «Hallo Spaceboy» (Double Click mix) — 7:47
2. «Hallo Spaceboy» (Instrumental) — 7:41
3. «Hallo Spaceboy» (Lost in Space mix) — 6:29

12": Virgin / SPRO-11513 США
1. «Hallo Spaceboy» (12" remix) — 6:45
2. «Hallo Spaceboy» (Pet Shop Boys remix) — 4:25
3. «Hallo Spaceboy» (Double Click mix) — 7:47
4. «Hallo Spaceboy» (Lost in Space mix) — 6:29

- американское рекламное издание

## Участники записи
- Продюсеры:
  - Дэвид Боуи
  - Брайан Ино
  - Дэвид Ричардс
- Музыканты:
  - Дэвид Боуи — вокал, клавишные, гитара, саксофон
  - Брайан Ино — синтезаторы
  - Ривз Гэбрелс — гитара
  - Эрдал Кызылчай — бас-гитара, клавишные
  - Майк Гарсон — фортепиано
  - Стерлинг Кэмпбелл — барабаны

## Концертные версии
- Боуи исполнял песню с Pet Shop Boys на церемонии Brit Awards 1996 года.
- Осенью 1995 года Боуи исполнял эту песню вместе с Nine Inch Nails.
- Версия, записанная в 1996 году на Phoenix Festival в Англии, была выпущена в сборнике Phoenix Festival в 1997 году и в концертном альбоме LiveAndWell.com в 2000 году.
- На праздновании пятидесятилетия Боуи в Нью-Йорке в январе 1997 года песня была исполнена вместе с Foo Fighters. В этой версии приняли участие Закари Олфорд, Уильям Голдсмит и Дэйв Грол на трех различных барабанных установках, а также Нэйт Мендел и Гэйл Энн Дорси на двух бас-гитарах.

## Другие релизы
- Ремикс группы Pet Shop Boys был выпущен в качестве дополнительного трека на Outside — version 2.
- Несколько ремиксов (главным образом с 12-дюймового промосингла) были выпущены на ограниченном 2-дисковом издании Outside 2004 г.
- В альбом Pet Shop Boys Disco 4, выпущенный 8 октября 2007 года, вошёл расширенный ремикс «Hallo Spaceboy».

## Кавер-версии
- Pet Shop Boys исполнили песню вживую с Сильвией Мэйсон-Джеймс, поющей партию Боуи. Она была выпущена на видео Somewhere — Live at the Savoy (1997).
- Группа Behemoth записала песню во время сеанса звукозаписи их альбома Thelema.6. Она была выпущена в мини-альбоме Antichristian Phenomenon в 2001 году.
- Инди-группа First of June записала свою версию песни для трибьют-альбома Spiders from Venus: Indie Women Artists and Female-Fronted Bands Cover David Bowie в 2003 году.
- Норвежская метал-группа Pagan’s Mind перепела песню в альбоме 2007 года God’s Equation.